# Húsavík (Fær Øer)
Húsavík è un comune delle Isole Fær Øer. Ha una popolazione di 132 abitanti e fa parte della regione di Sandoy sull'isola omonima.
Il comune comprende tre località situate nella parte meridionale di Sandoy: Dalur, Húsavík (capoluogo) e Skarvanes.